# Pagansångare
Pagansångare (Acrocephalus yamashinae) är en utdöd fågel i familjen rörsångare inom ordningen tättingar.

## Utbredning och status
Fågeln förekom på ön Pagan i Marianerna. Den dog ut i slutet av 1970-talet. Tidigare har den betraktats som underart till marianersångare. 

## Namn
Fågelns vetenskapliga artnamn hedrar Yoshimaro Yamashina (1900-1989), japansk ornitolog som grundade Yamashina Institute for Ornithology 1932.